# Вайльбург
Вайльбурґ (нім. Weilburg) — місто в землі Гессен, Німеччина, у районі Лімбург-Вайльбург. Населення — 12 561 (на 31 грудня 2013 року). Колишня резиденція герцогів Нассау.

## Місцезнаходження
Місто знаходиться в долині річки Лан. Старе місто побудоване на кам'янистому пагорбі, який майже весь оточений річкою.
На півночі межує з комунами Меренберґ і Льонберґ (обидві комуни знаходяться в районі Лімбург-Вайльбург), на сході — з містом Браунфельс (район Лан-Ділль), на півдні — з комунами Вайльмюстер і Вайнбах і на заході з комуною Безеліх (Лімбург-Вайльбург).

## Історія
Перша письмова згадка про Вайльбурґ датована 906 роком у «Всесвітній хроніці» абата Регіна Прюмського у зв'язку з похоронами герцога Франконії Конрада Старшого — батька короля Східно-Франкського королівства Конрада I.

## Культура

### Музеї
Замок був збудований за наказом графа Йоганна I фон Нассау за 4 роки (1355—1359 роках). У наступне десятиліття навколо міста була побудована захисна міська стіна, від якої прекрасно збереглася велична кругла вежа. Архітектурний ансамбль замку Вайльбурґ, побудований за взірцем Версаля та вважається одним з найбільш імпозантних і красивих місць Європи. Свій нинішній вигляд замок отримав в результаті багатьох розширень і перебудов, що тривали до середини XVIII століття. З усіх невеликих німецьких резиденцій часів абсолютизму цей замок зберігся у найкращому стані. В інтер'єрі замку домінує багато прикрашені та витончені меблі XVI століття — періоду ренесансу.
Schloss Weilburg (перше фамільне обійстя Нассауської династії) було продане Вільній державі Пруссія в 1935 році Шарлоттою Нассау-Вайльбург, великою герцогинею Люксембургу, разом з її іншою резиденцією Нассауської династії — Biebrich Palace у Вісбадені. Цей неймовірний замок (Schloss Weilburg) став музеєм в 1935 році і досі приймає відвідувачів і туристів з усього світу.
Також у Вайльбурзі діє найстаріший музей гірничої справи у Гессені (був відкритий у 1972 році). У музеї можна побачити виставку різноманітних гірницьких експонатів, серед них оригінальні гірничі прилади.
З травня 2008 року можна відвідати унікальну виставку китайського мистецтва на кшталт українського витинання.

## Міста-побратими
- Пріва́ з 1958
- Тортона з 1964
- Зевенар з 1966
- Кежмарок з 1990[3]
- Куаттро Кастелла з 2002
- Кольмар Берг з 2004
- Кізілкахамам з 2006